# Da Crime Posse
Da Crime Posse, auch bekannt als DCP, ist eine Kieler Hip-Hop-Formation, die als wesentlicher Bestandteil von Cartel überregionale Bekanntheit erlangte. Die Gruppe rappte sowohl auf Deutsch als auch auf Türkisch. Auch plattdeutsche Raplinien befanden sich in ihrem Repertoire. 
Nach ihrer Mitwirkung an dem Album Cartel und einer damit verbundenen Reihe internationaler, höchst erfolgreicher Konzerte und Fernsehauftritte innerhalb der Formation Cartel trat das Projekt ab 1996 wieder solo auf. 
Mitglieder von Da Crime Posse waren zu verschiedenen Zeiten Ali Aksoy, der in ihrer erfolgreichsten Phase für die Musik verantwortlich war, O. Jess, M. Galvez Perello, Selman und Erhan und Celikbilek Apo aka Inceefe. 
Die Band wirkte neben regulären Hip-Hop-Veröffentlichungen in der Türkei im deutschen Zusammenhang an Projekten außerhalb des Genres mit, die später zum Teil als Hörbücher erschienen. Zum Beispiel steuerten die Musiker ein knappes Dutzend Raps zu dem Hörspiel Kanak Sprak von dem ebenfalls aus Kiel stammenden Schriftsteller Feridun Zaimoglu bei, das von der ARD produziert und bereits auf verschiedenen Sendern mehrfach wiederholt wurde oder begleiteten Rezitationen Ben Beckers der nordafrikanischen Reiseskizzen von Gustave Flaubert (hieran wirkten allerdings nur Selman und Erhan mit), was durch den Filmmusiker Ali N. Askin zu einem Hörbild verarbeitet ebenfalls zunächst im Radio gesendet wurde. Auch in der mit dem Civis-Preis ausgezeichneten Rap-Reportage Deutschland im Winter – Kanakistan waren sie zu hören.  